# Dég, Fejér
Dég  este un sat în districtul Enying, județul Fejér, Ungaria, având o populație de 2.283 de locuitori (2011). 

## Demografie
Componența etnică a satului Dég
     Maghiari (98,58%)
     Alții (1,42%)
Componența confesională a satului Dég
     Romano-catolici (38,37%)
     Reformați (20,46%)
     Fără religie (12,66%)
     Luterani (1,36%)
     Necunoscută (26,68%)
     Atei (0,48%)
     Alte religii (0,31%)
Conform recensământului din 2011, satul Dég avea 2.283 de locuitori. Din punct de vedere etnic, majoritatea locuitorilor (98,58%) erau maghiari. Nu există o religie majoritară, locuitorii fiind romano-catolici (38,37%), reformați (20,46%), persoane fără religie (12,66%) și luterani (1,36%). Pentru 26,68% din locuitori nu este cunoscută apartenența confesională.